# Atira
Atira ou Atiras (em grego: Αθύρας) foi uma antiga cidade portuária grega da Trácia localizada na região da Propôntida, sobre o curso do rio trácio homônimo próximo ao moderno distrito turco istambulês de Büyükcekmeçe, no sítio homônimo.

## História
Atira foi um assentamento de certa importância durante os séculos V-IV a.C. quanto pertenceu à Liga de Delos e depois ao Segundo Império Ateniense. Em 341 a.C., o Reino da Macedônia de Filipe II (r. 359–336 a.C.) depôs Cersobleptes (r. 358–341 a.C.) do Reino Odrísio e instala em seu lugar dois generais macedônios como governadores da Trácia, excetuando pequenas porções no Bósforo, onde Atira localizava-se. Pelo século II a.C., os romanos gradualmente controlaram a região e pelo ano 44, sob o imperador Cláudio (r. 41–54), a Trácia foi convertida numa província.
Com as reformas encabeçadas por Diocleciano (r. 284–305), a Trácia foi dividida em quatro províncias, com Atira sendo agrupada junto de Apro e Heracleia Perinto em Europa. Em 405, Gaudêncio de Bréscia foi enviado pelo papa Inocêncio I (401–417) e o imperador romano do ocidente Honório (r. 395–423) como parte de uma delegação para defender João Crisóstomo, porém a comitiva foi impedida de adentrar Constantinopla e permaneceu em Atira. Segundo os historiadores romanos, durante os ataques de Átila (r. 434–453) em 441-442 ao menos 70 cidades trácias foram saqueadas, incluindo Atira. Sob Justiniano (r. 527–565), o assentamento foi restaurado e mais adiante, em 812, durante a campanha de Crum da Bulgária (r. 803–814) contra o Império Bizantino, foi destruído junto de sua famosa ponte.
Em 1077, na revolta de Nicéforo Briênio, o Velho contra Miguel VII Ducas (r. 1071–1078), João Briênio, após saquear os subúrbios de Constantinopla e provocar a fúria da população, retirou-se rumo a Atira. Ciente disso, Miguel enviou um ataque terrestre liderado pelos generais Aleixo Comneno e Roussel de Bailleul, bem como uma frota varegue para sitiá-lo na cidade. A frota alcançou a cidade primeiro, conseguindo com pouca resistência penetrá-lo. João Briênio e seus partidários, contudo, após um pequeno confronto, conseguiram escapar. Atualmente Atira é listada no Anuário Pontifício dentre as sés titulares da Igreja Católica.